# Гейт (железнодорожный транспорт)

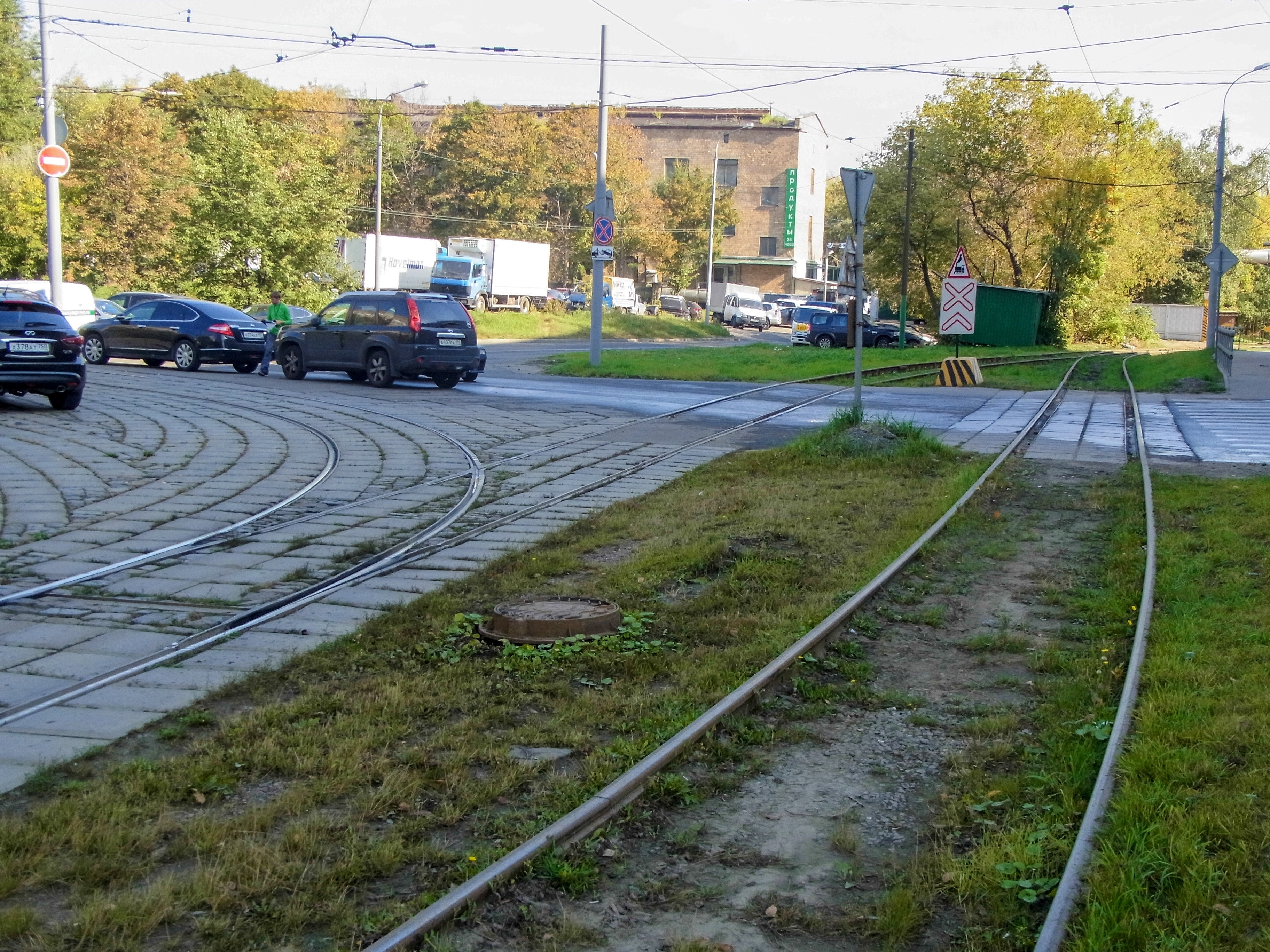
Трамвайно-железнодорожный гейт между базой ГУП «Мосгортранс» и станцией Угрешская, ныне разобран.

«Гейт» (от англ. Gate — «ворота» или «калитка») — неофициальное название соединительной линии, реализующей примыкание путей городского рельсового транспорта — трамвая или метрополитена — к железной дороге общего пользования.
Эксплуатационные нормативы метрополитенов в России запрещают примыкание путей железных дорог к главным и станционным путям метрополитена, при этом допускается примыкание к «неэлектрифицированным парковым и прочим станционным путям».
«Гейты» используются для выгрузки привезённых на железнодорожных платформах вагонов трамвая и метро, или для доставки непосредственно на территорию электродепо вагонов метро, перегнанных с завода по железной дороге на собственных колёсных тележках, или для переброски грузов с поездов на грузовые трамваи. Название «гейт» происходит оттого, что подъездной путь проходит сквозь ворота в заборе вокруг депо.
В мультимодальных системах трамвай-поезд соединительные линии обеспечивают сквозное движение трамваев по трамвайным путям и по железным дорогам общего пользования. Такие соединительные линии имеют нейтральные вставки, обеспечивающие разделение несовместимых систем тягового питания, и оборудование, препятствующее выезду неприспособленного к мультимодальному режиму подвижного состава на пути примыкающей системы.

## Типы гейтов

### Переходящие друг в друга пути
В странах, где трамвайная и железнодорожная колеи не отличаются или мало отличаются между собой по ширине (в той степени, что позволяет использовать подвижной состав на обоих типах колеи), возможен непосредственный переход железнодорожных рельсов в трамвайные. Причём указать точное место перехода в этом случае обычно нельзя по причине унифицированной колеи. Для перестановки вагонов с платформ на рельсы используются подъёмные краны и различные варианты домкратных постов. К примеру, такой вариант применялся в Москве на конечной станции «Угрешская улица».
Подобный гейт есть и в Запорожье (в районе завода «Мотор Сич»). В Минске железнодорожный гейт размещался в разворотном кольце 2-го трамвайного маршрута и выходил через подъездные пути завода имени Октябрьской революции на станцию Минск-Восточный.
В таком случае вагоны могут свободно переходить с железной дороги прямо на трамвайные пути.

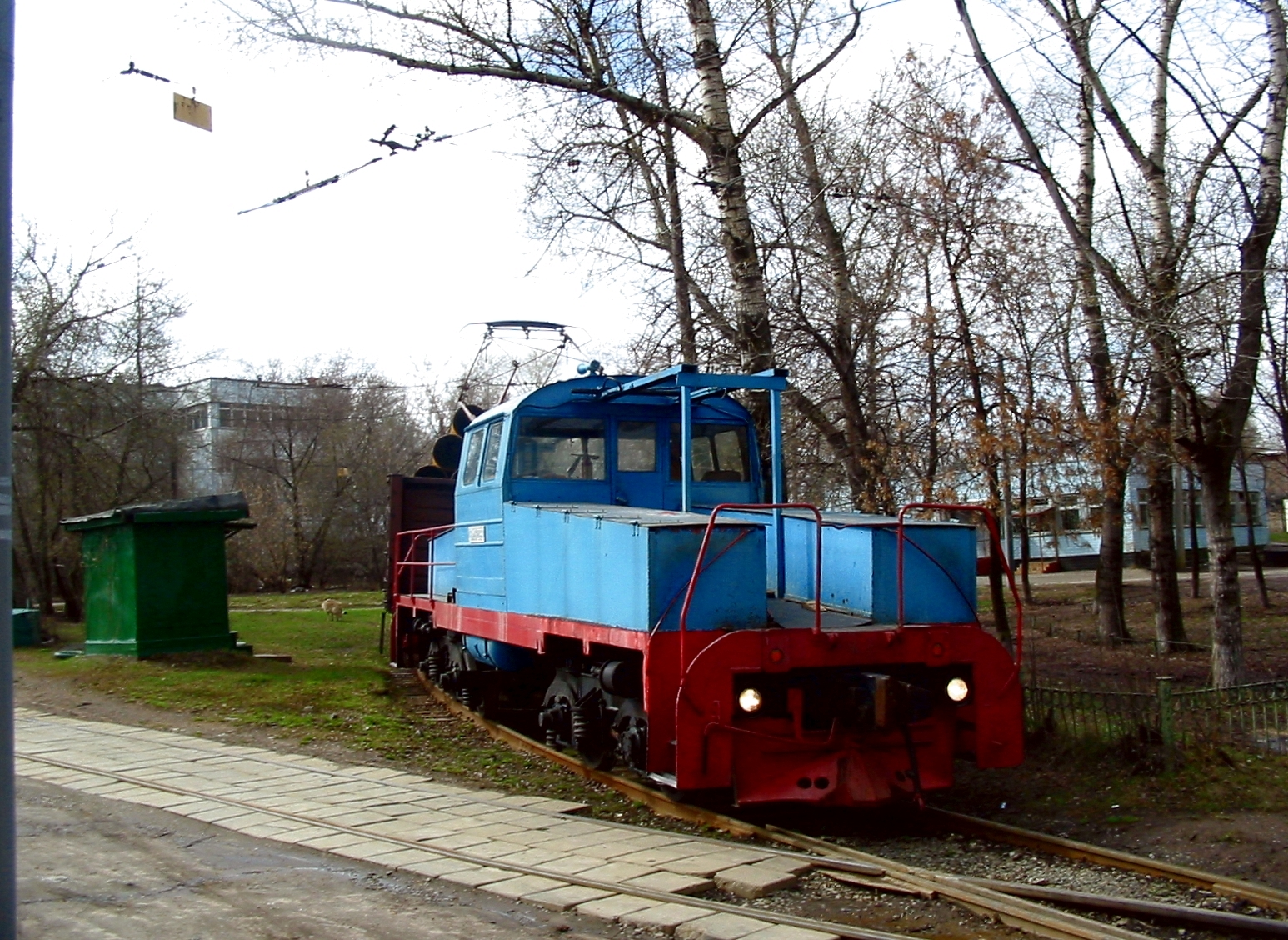
Трамвайный электровоз ЭПМ3Б на соединительной ветви между железнодорожной станцией и трамвайной линией
- Разгрузка автокраном трамвайных вагонов Tatra T4, транспортируемых на железнодорожных вагонах-платформах. Железнодорожный путь переходит в трамвайный

В Новосибирске, на станции Новосибирск-Западный, ранее существовал гейт. На данный момент сохранился участок ранее эксплуатируемой ветки этого гейта.
В Старом Осколе существовал гейт, соединяющий пути скоростного трамвая и ветки нефтебазы. Разобран при реконструкции автомобильной трассы.

### Параллельные пути

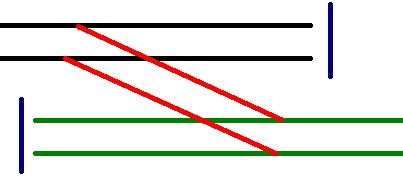
Один из вариантов реализации трамвайно-железнодорожного гейта. Чёрным, зелёным и красным цветами обозначены железнодорожные, трамвайные и соединительные пути соответственно.

Вариантом, приемлемым для стран с любой шириной колеи, является параллельное расположение железнодорожных и трамвайных путей, при котором перегрузка вагонов с железнодорожных платформ на трамвайную колею осуществляется кранами. В случае с унифицированной шириной колеи при таком расположении возможно наличие соединительного пути.

### Эстакады-тупики
Для разгрузки трамвайных вагонов с железнодорожных и автомобильных платформ также могут применяться разгрузочные эстакады-тупики, на которых трамвайный путь поднят относительно железнодорожного пути (или дорожного покрытия) на погрузочную высоту платформы. Рельсы на платформе при этом совмещаются с трамвайными рельсами на эстакаде, и вагон своим ходом или на буксире съезжает с платформы. Именно таким образом осуществляется погрузка вагонов на железнодорожные платформы на Петербургском трамвайно-механическом заводе и Усть-Катавском вагоностроительном заводе имени С. М. Кирова (УКВЗ).
В СНГ это самый распространённый вариант гейта. Подобные эстакады-тупики имеются в Санкт-Петербурге (на ПТМЗ), Туле (Алексинский тупик), Улан-Удэ, Иркутске, Ангарске, Барнауле, Курске, Волгограде, Самаре, Саратове (в районе конечной трамвая маршрута № 7) Челябинске, Коломне, Перми, Мариуполе. Такой гейт имел место в Ногинске, в Бийске такой гейт существовал с 1959 года и был разобран в начале 1990-х годов. В Твери такой гейт существовал на проезде Дарвина с 1960-х годов (ж/д ветка на фабрику им. Вагжанова) и был разобран в начале 2000-х годов в связи с ликвидацией самой ж/д ветки.
В таком случае железнодорожный путь «изолирован» от трамвайного.
На станции Тула-1 Курская ранее существовала эстакада. На данный момент от гейта осталась только ж/д ветка.